# André da Silva (rugbysta)
André da Silva (ur. 9 lutego 1975 w Paryżu) – portugalski rugbysta grający na pozycji filara młyna, reprezentant kraju, uczestnik Pucharu Świata 2007.
Podczas kariery sportowej związany był z klubami CA Périgueux, CS Bourgoin-Jallieu, RC Nîmes, Stade montois i Rugby club Carqueiranne-Hyères, z którymi występował również w europejskich pucharach.
W reprezentacji Portugalii w roku 2007 rozegrał łącznie pięć spotkań nie zdobywając punktów. Został wówczas powołany na Puchar Świata, na którym wystąpił w dwóch meczach swojej drużyny.